# بيني باول
بيني باول (بالإنجليزية: Benny Powell)‏ هو عازف جاز أمريكي، ولد في 1 مارس 1930 في نيو أورلينز في الولايات المتحدة، وتوفي في 26 يونيو 2010 في نيويورك في الولايات المتحدة بسبب نوبة قلبية.

## وصلات خارجية
- بيني باول على موقع IMDb (الإنجليزية)
- بيني باول على موقع ميوزك برينز (الإنجليزية)
- بيني باول على موقع أول ميوزيك (الإنجليزية)
- بيني باول على موقع ديسكوغز (الإنجليزية)